# ジュッサーゴ
ジュッサーゴ（伊: Giussago）は、イタリア共和国ロンバルディア州パヴィーア県にある、人口約5,200人の基礎自治体（コムーネ）。

## 地理

### 位置・広がり

#### 隣接コムーネ
隣接するコムーネは以下の通り。括弧内のMIはミラノ県所属を示す。
- ボルガレッロ
- ボルナスコ
- カザリーレ (MI)
- チェルトーザ・ディ・パヴィーア
- ラッキアレッラ (MI)
- ロニャーノ
- サン・ジェネージオ・エド・ウニーティ
- ヴェッレッツォ・ベッリーニ
- ゼッコーネ

### 気候分類・地震分類
気候分類では、zona E, 2619 GGに分類される。
また、イタリアの地震リスク階級 (it) では、zona 3 (sismicità bassa) に分類される
。

## 行政

### 分離集落
ジュッサーゴには、以下の分離集落（フラツィオーネ）がある。
- Baselica Bologna, Carpignago, Casatico, Cascina Dàrsena, Guinzano, Liconasco, Molino dei Protti, Moriago, Nivolto, Novedo, Ronchetto, Turago Bordone, Villanova de' Beretti